# Stallingerfeld
Stallingerfeld ist eine Katastralgemeinde der Gemeinde Deutsch-Wagram und ein Bestandteil der Ortschaft Deutsch-Wagram im Bezirk Gänserndorf in Niederösterreich. 1981 hatte Stallingerfeld 1 Einwohner. Im Mittelalter befand sich hier der Ort Stallern.

## Geschichte
Laut Adressbuch von Österreich war im Jahr 1938 in Stallingerfeld eine Gärtnerei ansässig.

## Siedlungsentwicklung
Zum Jahreswechsel 1979/1980 befanden sich in der Katastralgemeinde 3 Bauflächen mit insgesamt 795 m².  2009/2010 waren es 5 Gebäude auf 8 Bauflächen und 7 Gärten.

## Landwirtschaft
Die Katastralgemeinde ist landwirtschaftlich geprägt. 701 Hektar wurden zum Jahreswechsel 1979/1980 landwirtschaftlich genutzt und 13 Hektar waren forstwirtschaftlich geführte Waldflächen. 1999/2000 wurde auf 706 Hektar Landwirtschaft betrieben und 13 Hektar waren als forstwirtschaftlich genutzte Flächen ausgewiesen. Ende 2018 waren 599 Hektar als landwirtschaftliche Flächen genutzt und Forstwirtschaft wurde auf 26 Hektar betrieben. Die durchschnittliche Bodenklimazahl von Stallingerfeld beträgt 43,7 (Stand 2010).